# Wrockstock
Wrockstock био је годишњи музички фестивал на ком је представљен чаробни рок, музика инспирисана светом Хари Потера. Представљени су на музичком фестивалу Вудсток, први пут 2007. године. Организатор је Аби Хуп. Одржан је на летњем кампу близу Озарка. Учествовали су у прикупљању средстава за добротворну фондацију, чији су организатори фанови Хари Потера. Последњи фестивал организован је 2013. године.
Догађаји су емитовани уживо, преко интернета, за оне који нису били у могућности да лично присуствују.

## Историја фестивала
| Догађаји                | Датуми                  | Напомене                           |
| ----------------------- | ----------------------- | ---------------------------------- |
| WRockstock Spooktacular | 26. - 28. октобар 2007. |                                    |
| Wrockstock II           | 23.-26. мај 2008.       | 15 бендова, више од 300 полазника. |
| Wrockstock III          | 6. - 9. новембар 2009.  | 500 полазника                      |
| Wrockstock IV           | 5. - 8. новембар 2010.  |                                    |
| Wrockstock V            | 28–31. октобар 2011.    |                                    |
| Wrockstock Reunited     | 26. - 28. јул 2013.     | Одржан у Сент Луис                 |